# Хутори-Кривошиїнецькі
Хутори-Кривошиїнецькі — село в Україні, в Уланівській сільській громаді Хмільницького району Вінницької області. Населення становить 420 осіб.